# B-3轟炸機
Keystone B-3是基斯通飛機公司在1920年代末為美國陸軍航空兵團研製的轟炸機。

## 發展
B-3最初的編號是LB-10A（LB-6轟炸機的單尾翼改造型號)，但陸軍在1930年放棄了LB-(輕型轟炸機)的稱號。儘管B-3A的性能並不比第一次世界大戰結束時的轟炸機好多少，但其安全性而言，遠遠優於當時還在服役的老舊轟炸機。
B-3轟炸機家族是美國陸軍最後一款雙翼轟炸機，該機一直服役到1940年。B-10轟炸機的出現使得雙翼轟炸機迅速變得過時。

## 型號
LB-10
原型機，由1架LB-6轟炸機(S/N 29-27)改裝而成，配備了重新設計的單尾翼和方向舵以及兩具萊特R-1750E發動機。1929年7月7日交付至萊特機場，並於1929年11月12日墜毀
LB-10A
使用普惠R-1690-3發動機。總共訂購63架(S/N 30-281/343)。所有飛機在交付前都重新命名成B-3A和B-5A
B-3A
重新命名的LB-10A，共36架（S/N 30-281/316)
B-5A
B-3A改裝配萊特R-1750-3 Cyclone發動機，共生產27架（S/N 30-317/343）

## 用戶
美国
- 美國陸軍航空兵團

 菲律賓
- 菲律賓陸軍航空兵團（英语：Philippine Army Air Corps）

## 外部連結
- Encyclopedia of American Aircraft （页面存档备份，存于）
- Photograph of B-3 on the ground （页面存档备份，存于）
- Photograph of B-3 landing （页面存档备份，存于）
- USAF Museum article on LB-10
- USAF Museum article on B-3